# لهجة بجاوية
اللهجة البجاوية أو البجاوية من لهجات الدارجة الجزائرية ومن ضمن اللهجات المغاربية. يتكلم بها جزء من السكان في مدينة بجاية في المرتفعات مثل حي باب اللوز، الحومة قرمان، والتي تنتشر فيها اللهجة القبايلية.
ولدت البجاوية في وقت الفتوحات، قبل الحماديين، حيث كانت بجاية (والتي كانت تدعى الناصرية) العاصمة. وأصبحت المدينة مركزا للنفوذ الثقافي المهيمن في المنطقة المغاربية وخاصة في ظل الموحدون والحفصيّون حيث كان يطلق عليها ابن خلدون «لؤلؤة المغرب»، واستمر تطور وصقل اللهجة خاصة مع وصول الأندلسيين، الذين كانوا يتحدثون لهجة أندلسية التي تركت أثرا في كل ما ييسمة باللهجات «الحضرية» في شمال أفريقيا. تأثرت أيضا بالوجود العثماني في الجزائر بين القرن السادس عشر والقرن التاسع عشر. بقيت في تفاعل مستمر مع المناطق القبايلية العميقة، وقد احتفظ البجاوية بتأثير بربري قوي، بما في ذلك الخلفية النحوية والتركيبية القريبة جدا، وأيضا المفردات المشتركة الغنية. وهو أيضا قريب جدا من الجيجلية، اللهجة القبل هلالية المجاورة في شرق الجزائر التي متشارك معها نفس التأثيرات. واليوم، هي مهددة من طرف القبايلية. في الواقع، مع وصول أعداد كبيرة من القرويين «امسدورار» الناطقين بالقبايلية من منطقة بجاية وسطيف، أصبحت القبايلية «اللغة الأولى» للمدينة.

## جحى و «بوزلوف»
| جزائرية معيارية | بجاوية | لغة عربية |
| --- | --- | --- |
| واحد نهار، جحى مدلو باباه فرنك، باش يشريلو بوزلوف. شراه، كلا قع لحمو و شحمو، بقى غير لعظم. جابو لباباه.كي شافو، قالو: «وشنو هذا؟ » قالو: «بوزلوف». -يا شماتة، وين راهم وذنيه؟ -كان طرش. -وين راهم عينيه؟ -كان عور. -وين راه لسانو؟ -كان بكوش. -أو جلدت راسو، وين راهي؟ -كان صلع. | حنهار، جحى عطالو باباه فرنك، باش يشريه بوزلوف. شراه، كلا ا لكل لحم تاعو وحي جلدو، قعد غير لعظم. جابو لباباه. كي شافو قالو «د شلي د هادا؟ » قالو «د بوزلوف». - آ شماتة، فاين هوم وذنيه؟ - كان عزوق. - فاين هوم عينيه؟ - كان درغل. - فاين هو لسانو؟ - كان عقون. - ا لجلدا في راسو، فاينها؟ - كان فرطاس. | وفي يوم من الأيام أعطى جحى له والده فرنكا لشراء رأس من الأغنام. اشترى، ثم أكل كل اللحوم. ولم يترك سوى جثة فارغة، أحضرها إلى والده. عندما رآه، قال، "ما هو هذا؟ أجاب جحا: "رأس الخراف". - يا خبيث، أين أذنيه؟ كان أصم. أين عينيه؟ كان أعمى. أين لسانه؟ -كان أبكم. وجلد رأسه، أين هي؟ كان أصلع. |

### بعض الكلمات البجاوية
- «ديالي» أو «نتساعي»
- .''غْدا''
- ''الدربوز'' '''جمع''' ''درابوز'' (درابزين)
- ''عضمة'' '''جمع''' ''عضمات' '' (بيض)
- * ''مغيرفة''، «مغرف»
- * ''مجلوبة'' '''جمع''' ''مجالب'' (طبق)
- 'الكبشة'' (الكبش)
- ''جيب'' (أعد)
- '' زيغن '' (في نهاية الحساب)
- '' داغن '' (أيضا)
- '' لابود '' (لأن)
- '' لمشَكل '' (إبر الحياكة)
- '' لعصيبة'' (وشاح)
- ''لعكاس'' (المفسدين)
- ''دلوق'' (الآن)
- ''داش لي'' (ماذا؟)
- ''لمالا'' (إذا)
- ''كان'' (فقط)
- ''صحابيا'' (صحابي)
- ''ما عنديش خبر'' (ليس لدي علم)
- آجي (تعال)
- لغرفة (الغرفة)
- لخيمة (المطبخ)
- الغادي (القاعدة)
- شيش ما (مرحاض)
- زت أو ميت أو نقاز الحيط (الجرأة)

اعط لحشيش للفوناسة.(من تافوناست بالقبائلية).أي: قدّم الحشيش للبقرة
دير لو الدوا زكاغ.(من ازكاغ بالقبائلية) أي: ضع له الدواء الأحمر (المركيروكروم)